# Occidens portlocki
Occidens — вимерлий рід стеблових тетраподоморфів з ранньокарбонової (турнейської) формації Альтагоан у Північній Ірландії. Він відомий з одного типового виду, Occidens portlocki, названого в 2004 році на основі лівої нижньої щелепи, описаної британським геологом Джозефом Еллісоном Портлоком у 1843 році.

## Історія
Голотип, ліва нижня щелепа, був виявлений у Північній Ірландії в 1843 році Джозефом Еллісоном Портлоком, який приписав зразок лопастеперій рибі Holoptychius. Він зберігався в колекції Британської геологічної служби більше століття, перш ніж його переоцінили. У 2004 році його переописали палеонтологи з хребетних Дженні Клак і Пер Е. Альберг, які перекласифікували його як новий рід і вид ранніх тетраподоморфів. Вони встановили назву роду Occidens, посилаючись на його присутність на захід від більш відомих ранніх угруповань тетрапод у Великій Британії. Назва виду на честь Портлока.
Щелепа, ймовірно, походить із формації Альтагоан і, на основі аналізу скам'янілого пилку, датується пізньою турнейською стадією раннього карбону приблизно 350 мільйонів років тому. Поява Occidens у турнейському ярусі робить його критично важливим таксоном, оскільки він лежить у розриві Ромера, часовому інтервалі, що охоплює більшу частину раннього карбону, у якому відомо небагато скам'янілостей тетраподоморфів.

## Опис
Клак і Альберг відзначили кілька характерних особливостей Occidens, включаючи прямий ряд зубів уздовж вінцевих кісток на внутрішній поверхні нижньої щелепи, відкриту борозенку для органу чуття бічної лінії на зовнішній поверхні щелепи та ступінчасту форму з'єднання між зубною та кутовою кістками. Щелепна кістка глибока, за загальним виглядом нагадує таку у Crassigyrinus і Whatcheeriidae (які обидві зустрічаються в розриві Ромера).